# Austraberta
Austraberta (ou Austreberta de Pavilly, Austrebertha, Eustreberta, Austreberta, em francês:  Austreberthe) (630 – 10 de fevereiro de 704) foi uma freira francesa da Idade Média, que muito jovem tomou o véu e era freira no Mosteiro do Porto em Ponthieu. Em seguida, tornou-se abadessa da fundação de Pavilly, onde morreu no início do século VIII, com a idade de 74 anos.
Ela é venerada como santa pela Igreja Católica. Seu dia de festa é 10 de fevereiro.

## Vida
Filha de Santa Framechildis e do Conde Palatino Badefrid, nasceu por volta de 630 em Thérouanne, Pas-de-Calais. Ela se recusou a fazer parte de um casamento arranjado e por volta de 656 entrou no mosteiro de Port-le-Grand em Ponthieu. Ela recebeu o véu de Santo Audomar antes de fundar outro mosteiro em Marconne, em Artois, na casa de seus pais. Mais tarde, ela estabeleceu um mosteiro em Pavilly. 

## Austraberta e o lobo

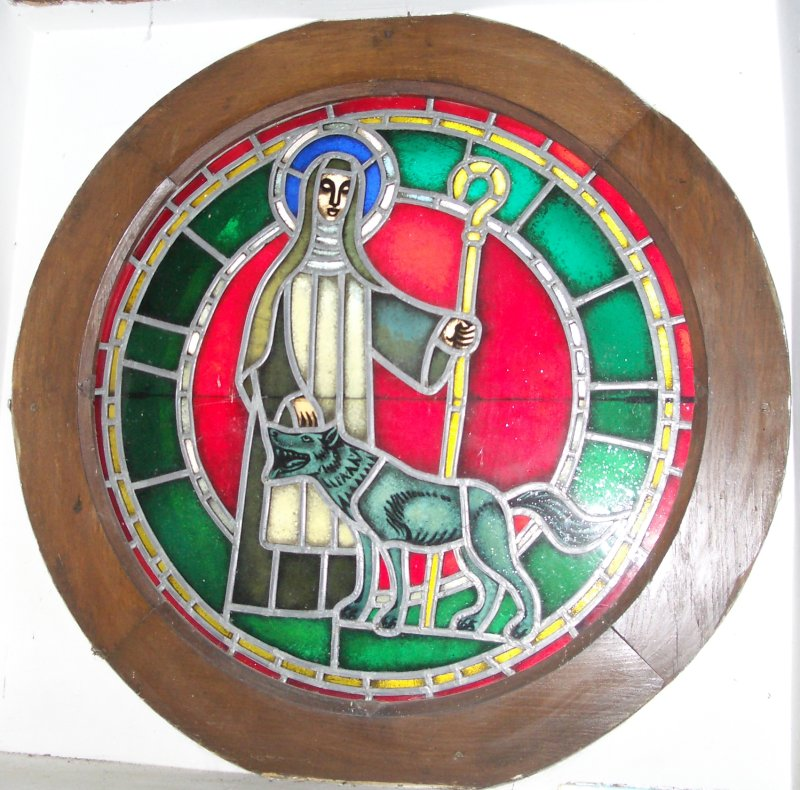
Vitral retratando Austraberta e o lobo

Uma lenda popular contada sobre Austraberta afirma que ela e suas irmãs do convento costumavam lavar os panos da sacristia da abadia de Jumieges a algumas léguas de Pavilly. Um burro costumava carregar a roupa de um mosteiro para outro. Um dia, enquanto procurava o burro, ela encontrou um lobo . O lobo admitiu ter matado o burro e implorou por perdão. Austraberta repreendeu o lobo, mas o perdoou e ordenou que ele mesmo carregasse a roupa suja, uma tarefa que o lobo executou pelo resto de sua vida. 
No local da morte do burro, uma capela foi erguida no século VII; então, quando ela caiu em ruínas, uma simples cruz de pedra foi colocada. Esta, por sua vez, foi posteriormente substituída por um árvore, no qual foi colocada uma estátua da Virgem.
Este conto é retratado no vitral da capela da aldeia de Sainte-Austreberthe.

## Veneração
Embora não seja muito conhecido fora da Alta Normandia, Austraberta é conhecida por ter feito milagres durante sua vida. Dizia-se que a água de uma nascente apareceu em uma capela e deu origem a um rio que tinha propriedades curativas para deficientes físicos e coxos.
Há uma capela em campo aberto, em Saint-Denis-le-Ferment, no Eure, onde se realiza uma peregrinação na segunda-feira da oitava de Pentecostes. Diz-se que algumas de suas relíquias foram trazidas para Canterbury pelos normandos. 
Há duas cidades na França chamadas Sainte-Austreberthe em sua homenagem. São elas Sainte-Austreberthe (Pas-de-Calais), no departamento de Pas-de-Calais, e Sainte-Austreberthe (Seine-Maritime), no departamento de Sena Marítimo.